# Nationaal herdenkingspark Roermond
Het Nationaal Herdenkingspark Roermond (voorheen Stadspark Hattem) is een park aan de Maastrichterweg in Roermond. In het park bevindt zich enkele herinneringsmonumenten. 

## Monumenten
Het oudste monument is het Nationaal Indië-monument 1945-1962. Ter nagedachtenis aan alle burgers die in de periode 1945-1962 zijn omgekomen in Nederlands-Indië en Nederlands Nieuw-Guinea, is op 25 augustus 1990 het Monument voor Indische Burgerslachtoffers onthuld. Op 24 oktober 2003 is het Nationaal Monument voor Vredesoperaties onthuld.

## Generaal S.H. Spoor Paviljoen
Op 15 september 1995 opende mevrouw H.T. Spoor-Dijkema het Generaal S.H Paviljoen. Dit is van 1 april tot 1 oktober geopend en hier bezichtigen ongeveer 30.000 bezoekers jaarlijks de kleine tentoonstelling of raadplegen documenten of de database met bijzonderheden van de 6.229 omgekomen militairen.